# 以伊戰爭停火協議
美東時間6月23日晚上6時02分，美國總統唐納·川普發表聲明，宣佈以色列與伊朗就以伊戰爭達成停火協議，並將於6月25日正式生效。他將此次短暫而激烈的衝突稱為「十二日戰爭」。
不過，伊朗外交部部長阿巴斯·阿拉格齊對此說法表示異議，稱伊朗並未與以方達成停火共識。不過，他亦補充，若以色列於「德黑蘭時間凌晨4時前」停止一切軍事行動，伊朗亦願意同步停火。
但在伊朗標準時間早上6時45分，伊朗防空部隊針對以色列對首都持續空襲進行還擊；約於早上7時07分，伊朗向以色列城市貝爾謝巴再度發射一輪導彈。
雖然初期局勢極為緊張，雙方均有違反協議紀錄，但截至6月25日，停火協議仍然大致有效。有分析認為，這與川普總統多次親自致電以色列總理班傑明·納坦雅胡，施壓促成和平有關。

## 时间线
2025年6月23日，为回应美国对伊朗核设施的空袭，伊朗向位于卡塔尔的乌代德空军基地发射导弹，此举被认为是一种克制的“保全面子”行动，为后续谈判铺平道路。 空袭之后，美国总统特朗普表示感谢伊朗事先通知美方且限制了报复范围；他还称袭击“几乎未造成影响”，是“一次非常软弱的回应”。 不久后，特朗普在真实社交上表示，以色列与伊朗已接受由美方和卡塔尔共同提出的停火提案，并呼吁各方恪守协议。当地时间中午，以色列国防军发言人埃菲·德弗林表示，停火已于当天上午生效。 特朗普随后在电视直播中因对双方未能遵守停火协议感到沮丧，爆出粗口，称他们“根本不知道自己在做什么”。停火双方都声称，停火是按照各自国家的意愿进行的。
停火开始时局势紧张。停火生效三小时后，以色列国防军声称，两枚导弹从伊朗发射至以色列北部，但已被拦截。作为回应，以色列空军轰炸了位于德黑兰北部的伊朗雷达站。截至6月26日，停火协议依然有效，部分原因是特朗普对以色列总理納坦雅胡的持续干预。

## 違反協議指控

### 伊朗
以色列政府指，伊朗於6月24日再度發射導彈，構成違反停火協議行為。

### 以色列
眾先知的封印中央總部發言人、中校易卜拉欣·佐勒法加里稱，自6月24日早上起，以色列出動無人機進入伊朗領空，並對多個地點發動攻擊，嚴重違反協議。

## 反應

### 以色列
以色列總理本雅明·内塔尼亚胡形容這次停火是以色列的「歷史性勝利」，象徵成功壓制伊朗的核武及導彈計劃，並表示這場勝利「將持續影響未來數代人」。

### 伊朗
伊朗总统马苏德·佩泽希齐扬在电视讲话中也宣布取得“伟大胜利”。伊朗官媒則聲稱，停火是在伊朗對「以色列佔領區」發動四輪打擊後，強迫敵方接受的結果。伊朗最高國家安全委員會則聲稱，這場衝突已「粉碎敵人的主要戰略目標」。伊朗政府致力營造堅韌與團結的形象，並強調社會各界一致支持抗爭目標。部分報道指出，一些溫和派宗教與政治人物，包括前總統哈桑·羅哈尼、最高領袖顧問阿里·拉里贾尼，以及確定國家利益委員會主席萨迪克·拉里贾尼，早前曾勸喻最高领袖哈米尼接受停火；更有傳言指，若哈米尼繼續阻撓談判，部分人甚至考慮將其架空或罷黜。
停火達成後，伊朗高層開始質疑是否仍有必要遵守《不擴散核武器條約》。外交部長阿拉格齊與其他官員暗示，伊朗可能考慮正式退出該條約。伊朗國會國安委員會指，以色列以國際原子能總署5月的一份報告為藉口發動襲擊，該報告指伊朗在核透明度方面仍不足。

### 美國
美國總統特朗普形容停火是「各方勝利」，同時強調，若伊朗有進一步動作，美國準備重啟軍事行動。他並表示，美國早前出擊已讓重新簽署核協議的必要性降低。

### 卡塔爾
卡塔爾外交部發聲明歡迎停火，但未提及其在協議中扮演的居中協調角色。卡塔爾重申，伊朗侵犯其領空是區內局勢升溫的重要因素，並特別感謝「特朗普總統閣下」的努力。

### 國際
教宗良十四世發表講話，表示全球正密切關注以伊及巴勒斯坦局勢，並援引《以賽亞書》：「國不舉刀攻打國，人也不再學習戰爭」（以賽亞書2:4），呼籲摒棄傲慢與報復，選擇對話、外交與和平之路。
美歐股市受停火消息提振，6月24日（星期二）航空股上漲。市場預期協議將維持穩定、油運不受影響，國際油價維持在數週低點附近。6月25日（星期三），歐洲債市表現不一，全球股市指數創新高，資金流出避險美元，轉向風險資產。
聯合國秘書長安東尼奧·古特雷斯透過社交平台呼籲雙方遵守協議，並期望停火能延伸至更廣泛的區域。國際原子能總署總幹事拉斐爾·馬里亞諾·格羅西亦敦促伊朗恢復合作，並強調外交是解決方案。但翌日，伊朗國會投票決定，要求伊朗原子能組織全面中止與國際原子能總署的合作。
伊朗迈赫尔通訊社報導指，伊朗領空將於6月25日（星期三）格林威治時間10時30分重新開放。本-古里安國際機場恢復運作後，杜拜航空（阿聯酋）、Tus Airlines（塞浦路斯）及藍鳥航空（希臘）宣佈將於6月26日（星期四）恢復航班；海南航空（中華人民共和國）則預計於6月29日（星期日）恢復營運。

## 分析
根據戰爭研究所報告，以色列的軍事行動成功迫使伊朗政府接受停火，使以色列達成一項戰略目標。儘管空襲並非旨在推翻伊朗政權，其主要目的是對「抵抗軸心」造成實質代價，報告指出，以軍行動重點集中於德黑蘭的軍事與核設施，而非全國性打擊國內安全機構。報告指出，以色列此舉是為了「展現一旦伊朗重啟或升級軍事行動，政權將面臨可信而具破壞力的威脅」。戰爭研究所援引科學與國際安全研究所的分析認為，美以聯手的襲擊已大幅削弱伊朗的鈾濃縮能力。報告估計，由於「損失了大量離心機與設施」，伊朗的核項目短期內難以恢復原狀。此外，報告亦指出，以軍對導彈發射裝置的攔截與摧毀，明顯削弱伊朗對以色列的導彈攻勢。伊朗被迫改以「數量更少、規模較小」的彈襲回應，以軍的這些努力最終促使伊朗就範，同意停火。

## 外部鏈接
- 维基共享资源上的相關多媒體資源：以伊戰爭停火協議